# أنا أسامحك (أغنية غيمس)
أنا أسامحك (بالفرنسية: Je te pardonne)‏ وهي إصدار منفرد لمغني الراب الكونغولي غيمس، تم إصدارها في 18 مارس 2016 وهي إصدار منفرد لألبومه الثاني قلبي كان على حق.

## التصنيف والشهادات

### التصنيف الأسبوعي
| التصنيف                                                     | أفضل مرتبة |
| ----------------------------------------------------------- | ---------- |
| تصنيف الألبومات البلجيكية (أولتراتوب فلاندرز)               | Tip        |
| تصنيف الألبومات البلجيكية (أولتراتوب فلاندرز)               | 37         |
| تصنيف الألبومات البلجيكية (أولتراتوب والونيا)               | 8          |
| تصنيف الألبومات البلجيكية (أولتراتوب والونيا)               | 5          |
| تصنيف الألبومات الفرنسية (الاتحاد الوطني للنشر الفونوغرافي) | 12         |